# Malarycký rajón
Malarycký rajón (bělorusky Маларыцкі раён, ukrajinsky Малоритський район, rusky Малоритский район) je územně-správní jednotkou na jihozápadě Brestské oblasti v Bělorusku. Administrativním centrem rajónu je město Malaryta (bělorusky Маларыта, rusky Малорита).

## Geografie
Rajón zaujímá rozlohu přibližně necelých 1 374 km², na zemědělskou půdu připadá na 597 km², lesy zabírají 608 km². Na jihu má hranici s Ukrajinou, na západě s Brestským rajónem, na severu s Žabinkaŭským rajónem a na východě s Kobrynským rajónem.
Rajón se nachází na území Brestského Polesí, v nízké a bažinaté oblasti. Nejvyšší bod měří 189 m a leží 4 km jižně od rajónního centra Malaryta. Celkem 99 % území rajónu se nachází v nadmořské výšce 150 až 170 metrů nad mořem. Rajón má ložiska rašeliny, křídy, silikátových a maltových písků a jílu.
Průměrná měsíční teplota v lednu je -4,4 °C, v červenci 18,7 °C. Roční úhrn srážek je 543 mm. Nejdůležitějšími řekami jsou Ryta a Malaryta. K hlavním jezerům patří Arechaŭskaje, Altušskaje a Maloje. V rajónu leží Lukaŭské nádrže a síť odvodňovacích kanálů.
Lesy pokrývají 45 % území rajónu, na močály připadá méně než 20 %. Většina z těchto močálů je odvodněna. V rajónu leží státní biologická rezervace Lukava, botanická rezervace rajónního významu Husaki a Bahuslaŭka.

## Historie
Rajón byl vytvořen 15. ledna 1940 jako součást Brestské oblasti. Dne 12. října 1940 byl rozdělen na 11 venkovských rad (selsovětů): Arechaŭský, Vjalikarycký, Hvoznický, Zburacký, Lukaŭský, Ljachavjecký, Masjevický, Makranský, Oltuský, Radzecký a Chacislaŭský.
Od počátku v červenci 1941 do července 1944 byl rajón okupován nacistickými vojáky. Ve městě Malaryta a v celém rajónu pod rukama nacistů zahynulo 3 349 lidí, zcela nebo částečně byly vypáleny některé vesnice.
Na území rajónu působily partyzánské brigády pojmenované po Leninovi, po Stalinovi, skupina „Pro vlast“, po Flegantovovi, samostatné jednotky Vorošilova, po Volkovi, zvláštní skupina „Iskra“, Malarycko-Damačavský podzemní rajónní výbor komunistické strany Běloruska, podzemní rajónní výbor komunistické strany Běloruska a Komsomolu.
Dne 16. července 1954 byl zrušen Zburacký, Ljachavjecký, Masjevický a Radzecký selsovět. Dne 8. srpna 1959 byl k rajónu připojen Valosaŭský a Čarňanský selsovět Dzivinského rajónu.
Dne 25. prosince 1962 byl Malarycký rajón zrušen. Město Malaryta spolu s Arechaŭským, Vjalikaryckým, Hvoznickým, Lukaŭským, Makranským, Oltuským a Chacislaŭským selsovětem se stalo součástí Brestského rajónu. Valosaŭský a Čarňanský selsovět přešel pod správu Kobrynského rajónu.
Dne 1. června 1965 byl rajón obnoven. Dne 23. prosince 1970 byla Malaryta povýšena na město rajónní podřízenosti.
V současnosti je na území rajónu 78 osad a 9 vesnických rad (selsovětů): Vjalikarycký, Hvoznický, Lukaŭský, Malarycký, Makranský, Oltuský, Arechaŭský, Chacislaŭský a Čarňanský.

## Doprava
Rajónem prochází železniční trať Brest — Kovel a silniční spojení  E85: Kobryn — hranice Ukrajiny (hraniční přechod Makrany) a R17: Brest — hranice Ukrajiny (hraniční přechod Oltuš).
Na území rajóny jsou dva hraniční přechody: Makrany a Oltuš.

## Slavní rodáci
- Mikalaj Michajlavič Sjeljaščuk (Мікалай Міхайлавіч Селяшчук) — běloruský umělec

## Pamětihodnosti
- Vjelikaryta — kostel sv. Eliáše z roku 1668

- Darapjejevičy — dřevěný kostel z roku 1671

- Chacislaŭ — dřevěný Spaso-preobraženský klášter z roku 1799

- Lukava — Lukaŭské nádrže

- Ljachaŭcy — dřevěný kostel sv. Nikolajeva z roku 1713

- Oltuš — dřevěný Spaso-preobraženský klášter z roku 1783

- Pažežyn — 800 let starý carský dub